# Амстердам (остров, Шпицберген)
Остров Амстердам (норв. Amsterdamøya) — небольшой островок у северо-западного побережья Западного Шпицбергена.

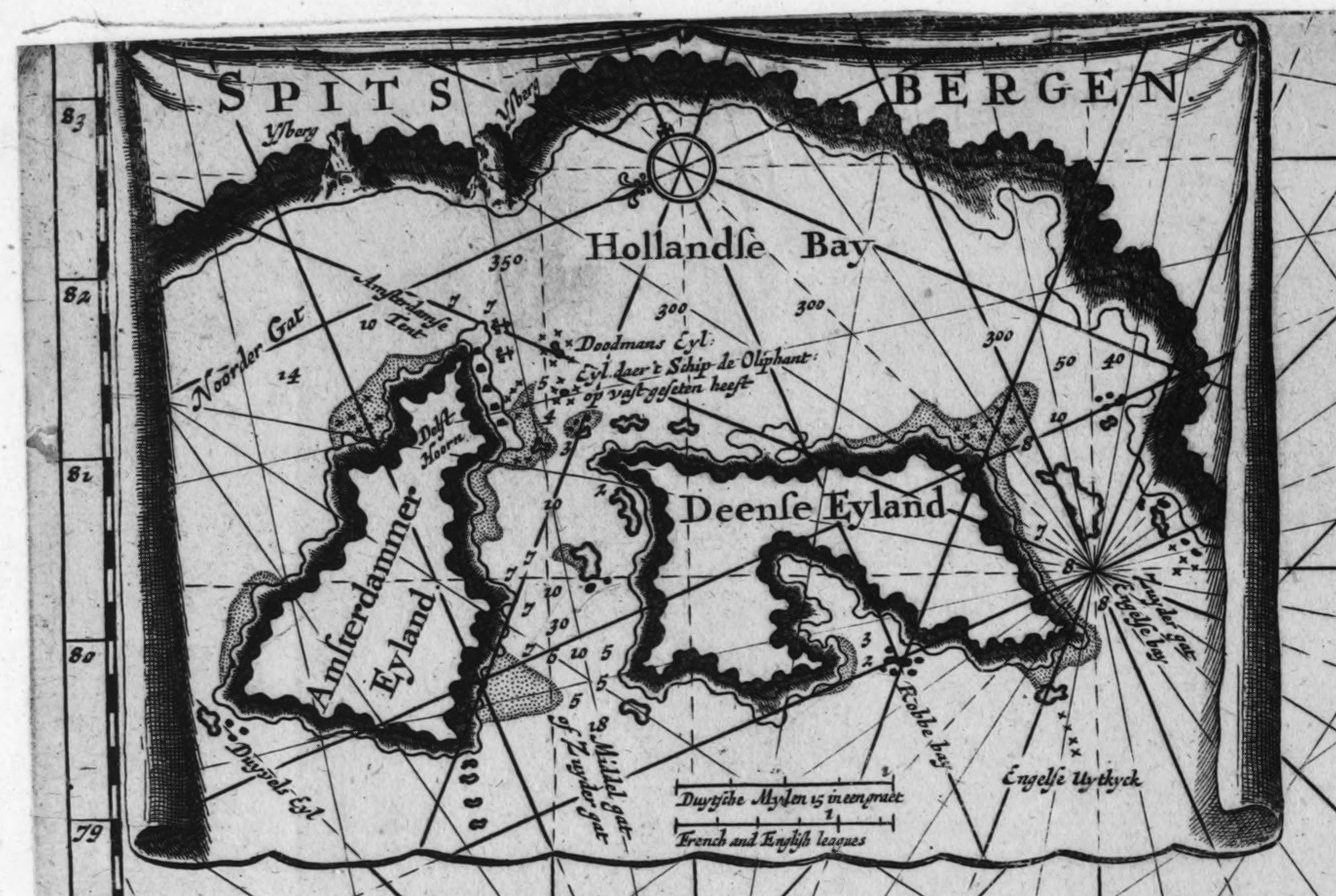
Немецкая карта острова, составленная в XVII веке

## История
Первооткрывателем острова считается Виллем Баренц, который обнаружил его в 1596 году. В 1614 году остров заняли голландцы; вероятно, именно тогда он и получил своё название. В 1619 году на юго-восточном мысе острова была построена китобойная база, рядом с которой сложилось поселение. В 1640-х годах Смеренбург пришел в упадок из-за противостояния голландцев и датчан. В 1660 году поселение было покинуто. В 1973 году руины Смеренбурга вошли в национальный парк Нордвест-Шпицберген.

## География
Один из самых северных островов Шпицбергена. Ландшафт составлен холмистыми горными плато, изрезанными ледниковыми цирками, максимальная высота 472 метра над уровнем моря. Из современных ледников крупнейшим является Аннабрин (0,4 км²) в северной долине. На острове также есть несколько озёр, самые большие из которых — Йёаватнет и Хаклуйтватнет.